# Saint-Vérand (Isère)
Saint-Vérand ist eine französische Gemeinde mit 1.723 Einwohnern (Stand: 1. Januar 2022) im Département Isère in der Region Auvergne-Rhône-Alpes. Sie gehört zum Arrondissement Grenoble und zum Kanton Le Sud Grésivaudan. Die Einwohner werden Saint-Vérannais genannt.

## Geographie
Die Gemeinde Saint-Vérand liegt im nordwestlichen Vorland des Vercors-Massivs, etwa 31 Kilometer westlich von Grenoble am Flüsschen Cumane in der historischen Landschaft Dauphiné. Umgeben wird Saint-Vérand von den Nachbargemeinden Murinais im Nordwesten und Norden, Varacieux im Norden, Vinay im Nordosten, Beaulieu im Nordosten und Osten, Têche im Osten, Saint-Sauveur im Südosten und Süden, Saint-Marcellin im Süden und Südwesten sowie Chevrières im Westen.

## Bevölkerungsentwicklung
| Jahr                       | 1962 | 1968 | 1975 | 1982 | 1990 | 1999 | 2006 | 2012 | 2021 |
| -------------------------- | ---- | ---- | ---- | ---- | ---- | ---- | ---- | ---- | ---- |
| Einwohner                  | 886  | 839  | 1044 | 1251 | 1348 | 1441 | 1730 | 1770 | 1738 |
| Quellen: Cassini und INSEE |      |      |      |      |      |      |      |      |      |

## Sehenswürdigkeiten
- Schloss Quincivet, Wehrhaus aus dem 15. Jahrhundert, seit 1980 teilweise Monument historique
- Schloss La Gaucherie
- Ruinen des früheren Wehrhauses Borchenu

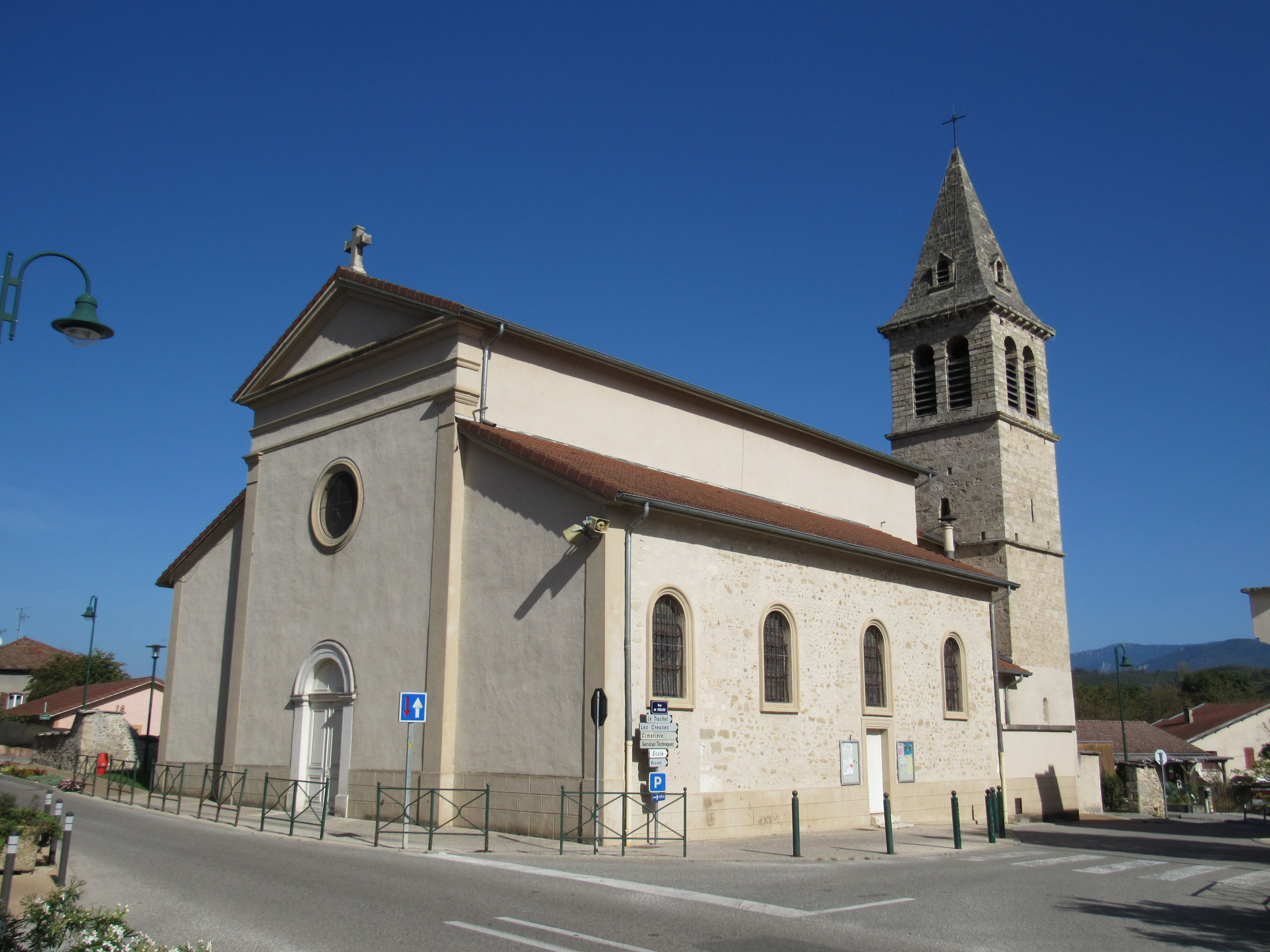
Kirche Saint-Véran
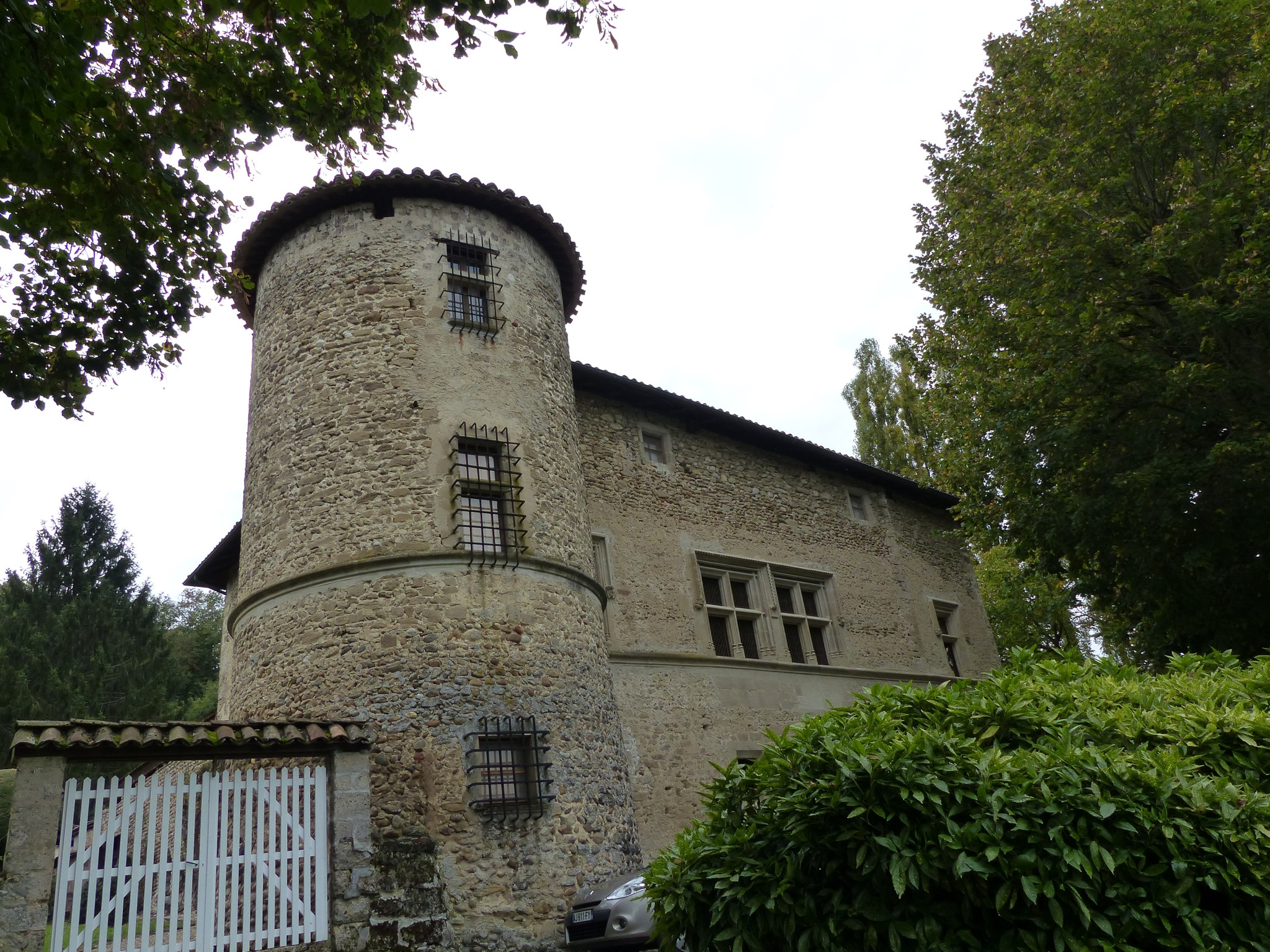
Schloss Quincivet